# Cosmosoma rubrobasalis
Cosmosoma rubrobasalis är en fjärilsart som beskrevs av Percy I. Lathy 1899. Cosmosoma rubrobasalis ingår i släktet Cosmosoma och familjen björnspinnare. Inga underarter finns listade i Catalogue of Life.